# 凱氏肢鰩
凱氏肢鰩（學名：Cruriraja cadenati），為軟骨魚綱鰩目吞鰩科肢鰩屬的一種，分布於中西大西洋波多黎各外海海域，深度可達458公尺，棲息在深海海域，為底棲性魚類，屬肉食性，卵生，生活習性不明。